# FastCGI
Інтерфейс FastCGI — клієнт-серверний протокол взаємодії вебсервера та програми, подальший розвиток технології CGI. У порівнянні з CGI є продуктивнішим і безпечнішим.
FastCGI усуває безліч обмежень CGI-програм. Проблема CGI-програм у тому, що вони перезапускаються вебсервером при кожному запиті, що призводить до зниження продуктивності.
FastCGI прибирає це обмеження, зберігаючи процес запущеним і передаючи запити цьому постійно запущеному процесу. Це дозволяє не витрачати час на запуск нових процесів.
У той час, як CGI-програми взаємодіють з сервером через STDIN і STDOUT запущеного CGI-процесу, FastCGI-процеси використовують Unix Domain Sockets або TCP/IP для зв'язку з сервером. Це дає наступну важливу перевагу над звичайними CGI-програмами: FastCGI-програми можуть бути запущені не тільки на цьому ж сервері, але і будь-де в мережі. Також можлива обробка запитів кількома FastCGI-процесами, що працюють паралельно.
Вебсервер lighttpd включає в себе внутрішній розподільник навантаження FastCGI, який може використовуватися для розподілу відразу на кілька FastCGI-серверів. На відміну від інших рішень, в кластері повинен знаходитися тільки FastCGI-процес, а не цілий вебсервер. Це дозволяє використовувати FastCGI-процесу більше ресурсів, що характерно, наприклад, для load-balancer+apache + mod_php.
При порівнянні php-FastCGI з apache + mod_php, необхідно звертати увагу на те, що FastCGI забезпечує додаткову безпеку, як, наприклад, запуск FastCGI процесу під користувачем, відмінним від користувача web-сервера, а також може знаходитися в chroot-оточенні, відмінному від chroot-оточення вебсервера.
При порівнянні perl-FastCGI з apache + mod_perl (1,2), крім вищевказаного, помітно, що для розділяється використання пам'яті між процесами, що реалізується в mod_perl через startup.pl, необхідний FastCGI — менеджер процесів, реалізований на Perl. Це реалізується модулем FCGI::ProcManager і надбудовою над ним, FCGI::Spawn.

## Вебсервери з підтримкою FastCGI
- Abyss Web Server
- Apache HTTP-сервер (частково)
  - Використовуються чужі модулі mod_fastcgi або mod_fcgid
  - Мультиплексування запитів через одне з'єднання неможливо в цій архітектурі веб сервера Apache [1]
- AXesW3
- Cherokee HTTP Server [2]
- Hiawatha webserver [3]
  - Підтримка ізольованою FastCGI сервера
- Lighttpd
- LiteSpeed Web Server
- Microsoft IIS [4]
- MyServer
- Nginx
  - Підтримка групи серверів
- Open Market Web Server
- Roxen webserver
- Sun Java System Web Server (і попередники)
- WebSTAR
- Zeus

## Прив'язки FastCGIAPIв мовах програмування
FastCGI може бути використаний в будь-якій мові, що підтримує сокети. Існуючі API:
- C / C++
- Chicken Scheme
- Common Lisp: CLISP and CMUCL
- D (мова програмування)
- Erlang
- Guile Scheme
- Goanna Eiffel
- Haskell
- HP BASIC for OpenVMS
- Java
- Lua
- Ocaml
- Mono XSP
- Perl
- PHP
- Roadsend PHP
- Python
- Ruby
- SmallEiffel
- Smalltalk: FasTalk and Dolphin Smalltalk
- TCL